# Jan Walenty Kręcki

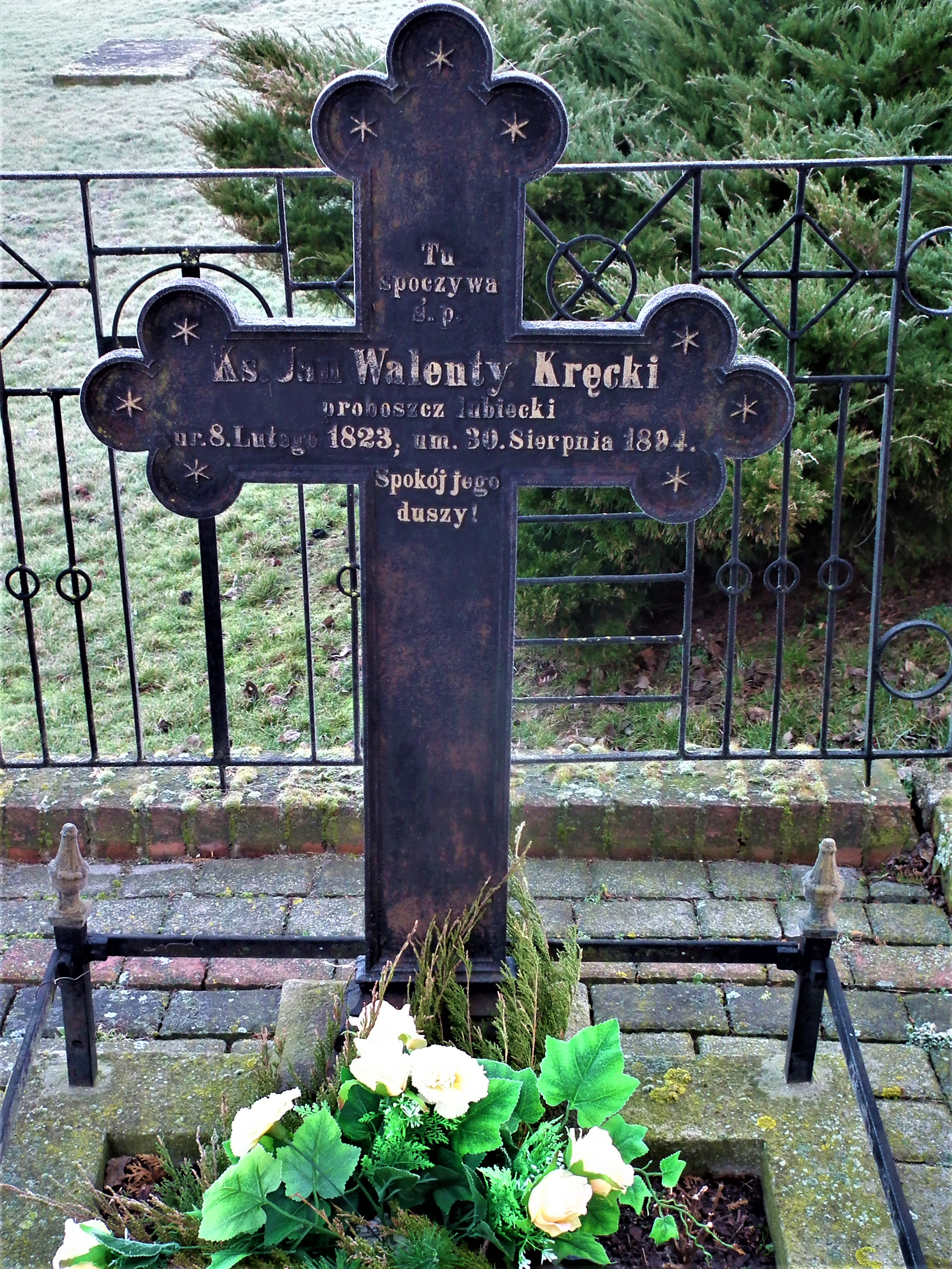
zdjęcie z grobu Jana Walentego Kręckiego w Lubczu

Jan Walenty Kręcki (ur. 8 lutego 1823 w Raciążu, zm. 30 sierpnia 1894) – polski ksiądz, powstaniec wielkopolski 1848 roku.

## Życiorys
Urodził się w rodzinie Mateusza Kręckiego i Józefiny z domu Grabowicz, był bratem Kazimierza Kręckiego. W 1845 zdał maturę w Królewskim Gimnazjum w Chojnicach i podjął studia teologiczne. Pochodził z rodziny patriotycznej, przerwał naukę by wziąć udział w powstaniu wielkopolskim. Studiował później w Seminarium Duchownym w Gnieźnie, gdzie otrzymał w 1850 święcenia kapłańskie. W latach 1854–1855 służył w parafii w Żydowie. Od 1855 aż do śmierci był proboszczem parafii św. Mateusza Apostoła w Lubczu w powiecie żnińskim. Zmarł 30 sierpnia 1894 jako ksiądz senior dekanatu rogowskiego.